# Opsjena
Opsjena ili iluzija, pogrešan, izobličen opažaj izvjesnih objekata ili pojava u stvarnosti, uvjetovan nekim subjektivnim ili objektivnim činiteljima. Uglavnom se doživljavaju pomoću osjetila, pa tako postoje slušne, vidne, dodirne, okusne i opipne opsjene. Mogu nastati i kao posljedica nepostojanja odgovora zašto je nešto tako.
Kod opsjene, uvijek je riječ o opažanju (samo iskrivljenom, netočnom) nekog u stvarnosti postojećeg predmeta ili događaja, za razliku od halucinacije, gdje ne postoji stvarni objekt.